# Autriche aux Jeux paralympiques d'hiver de 2018
L'Autriche participe aux Jeux paralympiques d'hiver de 2018 à Pyeongchang, en Corée du Sud, du 9 au 18 mars 2018. Il s'agit de la douzième participation de ce pays aux Jeux paralympiques d'hiver, l'Autriche ayant été présente à tous les Jeux.

## Composition de l'équipe
La délégation autrichienne est composée de 13 athlètes et de 2 guides prenant part aux compétitions dans 3 sports.

### Ski de fond
- Carina Edlinger (guide : Julian Edlinger[3])

### Ski alpin
- Heike Eder
- Markus Gfatterhofer
- Thomas Grochar
- Claudia Lösch
- Gernot Morgenfurt (guide : Christoph Gmeiner)
- Nico Pajantschitsch
- Roman Rabl
- Markus Salcher
- Simon Wallner
- Martin Würz

### Snowboard
- Patrick Mayrhofer
- Reinhold Schett